# Тихе (Рівненський район)
Ти́хе — село в Україні, в Рівненському районі Рівненської області. Населення становить 233 осіб.

## Населення

### Мова
Розподіл населення за рідною мовою за даними перепису 2001 року:
| Мова       | Кількість | Відсоток |
| ---------- | --------- | -------- |
| українська | 233       | 100%     |

## Географія
Селом пролягає автошлях Р05.